# 科諾普利亞尼夫卡
49°30′17″N 38°31′45″E / 49.50472°N 38.52917°E
科諾普利亞尼夫卡（烏克蘭語：Коноплянівка）是位於烏克蘭東部的村莊，由盧甘斯克州斯瓦托韋區的比洛庫拉基內市鎮負責管轄。該村始建於1600年，面積0.85平方公里，海拔高度142米，2001年人口287，人口密度每平方公里450.5人。